# 47-й отдельный разведывательный артиллерийский дивизион (2-го формирования)
47-й отдельный разведывательный артиллерийский дивизион(2-го формирования) Резерва Главного Командования — воинское формирование Вооружённых Сил СССР, принимавшее участие в Великой Отечественной войне.
Сокращённое наименование — 47-й орадн РГК.

## История
Сформирован на основании приказа Командующего артиллерией Красной армии № 570638 от 26 апреля 1944 года и приказа КУАЛ № 0150-137 по штату № 08/614 в составе 5-й корпусной артиллерийской бригады РГК из батарей артиллерийской разведки ранее входивших в 137-й пап и 1945-й гап.
В действующей армии с 16.07.1944 по 9.05.1945.
В ходе Великой Отечественной войны вёл артиллерийскую разведку в интересах артиллерийских частей  и подразделений  5-й кабр РГК 3-го Прибалтийского , 2-го Прибалтийского    фронтов и  Курляндской группы войск .

## Состав
штат 08/614
- Штаб
- Хозяйственная часть
- 1-я батарея звуковой разведки (1-я бзр)
- 2-я батарея звуковой разведки (2-я бзр)
- батарея топогеодезической разведки (бтр)
- взвод оптической разведки (взор)
- измерительно-пристрелочный взвод (ипв)
- фотовзвод (фв)
- взвод обеспечения

## Подчинение
| Дата                | Фронт                    | Армия         | Корпус | Дивизия | Бригада  | Примечания |
| ------------------- | ------------------------ | ------------- | ------ | ------- | -------- | ---------- |
| 17.07.44 -1.08.44г. | 3-й Прибалтийский фронт  | 54-я армия    | -      | -       | 5-я кабр | -          |
| 2.08.44 -16.10.44г  | 3-й Прибалтийский фронт  | 1-я уд. армия | -      | -       | 5-я кабр | -          |
| 16.10.44-31.01.45г. | 2-й Прибалтийский фронт  | 1-я уд. армия | -      | -       | 5-я кабр | -          |
| 1.02.45-28.02.45г   | 2-й Прибалтийский фронт  | 42-я армия    | -      | -       | 5-я кабр | -          |
| 1.03.45-1.04.45г    | 2-й Прибалтийский фронт  | 1-я уд. армия | -      | -       | 5-я кабр | -          |
| 1.04.45-9.05.45г    | Курляндская группа войск | 1-я уд. армия | -      | -       | 5-я кабр | -          |

## Командование дивизиона
Командир дивизиона
- капитан, майор Рябухин Михаил Филиппович

Начальник штаба дивизиона
- капитан Никитин Андрей Яковлевич

Заместитель командира дивизиона по политической части
- майор Кукарский Афанасий Яковлевич

Помощник начальника штаба дивизиона
- ст. лейтенант Пруцких Виктор Иванович

Помощник командира дивизиона по снабжению
Начальник связи дивизиона
- ст. лейтенант Мишин Константин Николаевич

## Командиры подразделений дивизиона
Командир 1-й БЗР
- гв. ст. лейтенант Косоев Махач Магомедович

Командир 2-й БЗР
- лейтенант Сокол Анатолий Ильич

Командир БТР
- ст. лейтенант, капитан Шабанов Константин Фёдорович

Командир ВЗОР
- лейтенант Тараненко Георгий Петрович

Командир ИПВ
- лейтенант Гапешин Владимир Анатольевич

Командир ФГВ
- лейтенант Килин Алексей Иванович